# Барраяр (роман)
«Барраяр» (англ. Barrayar) — научно-фантастический роман американской писательницы Лоис Макмастер Буджолд, изданный в 1991 году. Роман входит в цикл «Сага о Форкосиганах». В 1992 году роман был удостоен премий «Хьюго» и «Локус».

## Сюжет
Роман является прямым продолжением романа «Осколки чести» — спин-оффа к романам основного цикла «Сага о Форкосиганах».
Действие происходит на планете Барраяр. После смерти императора Эзара ему наследует четырёхлетний внук — Грегор Форбарра. Регентом империи при малолетнем императоре становится граф Эйрел Форкосиган — муж главной героини, бетанки Корделии Нейсмит. Однако кандидатура графа Форкосигана не всех устраивает на Барраяре. В результате покушения на регента серьёзное отравление получает неродившийся ребёнок Корделии и Эйрела — одним из последствий лечения матери явилось разрушение костной ткани плода. Чтобы его спасти, плод помещают в маточный репликатор — созданный на колонии Бета прибор, который использовался там как альтернатива вынашивания детей.
Через какое-то время на Барраяре вспыхивает восстание, организованное графом Фордарианом, объявившим себя императором. Корделии удаётся спрятать маленького Грегора. Но Корделия пытается спасти и своего неродившегося сына, поскольку маточный репликатор оказывается в руках мятежников. При её непосредственном участии мятеж был подавлен, а граф Фордариан убит. Но несмотря на лечение, сын Корделии, Майлз Форкосиган — основной герой последующих романов цикла — родился с серьёзными физическими нарушениями.

## История создания
Основой политического устройства Барраярской империи, которое показывает Буджолд, явился симбиоз из нескольких земных культур — императорской Японии, СССР и Российской империи, а также Германской империи.
Роман писался позже последующих романов серии. И в нём Буджолд рассказывала предысторию рождения главного героя цикла — Майлза Форкосигана. Выступая на конвентах MileHiCon и SwanCon, Буджолд описывала свой роман следующим образом:

Роман «Барраяр», к примеру, можно описать словами, подчеркивающими его политический сюжет о планетарной гражданской войне, или его социальный сюжет, который рассказывает о женщине из другого мира, медленно постигающей смысл новой культуры, в которую её окунули. Hо тема книги — это цена, которую платят, становясь родителями, исследованная через шесть параллельных пар и достигающая своей кульминации одновременно с политическим сюжетом. Имперская Резиденция была сожжена не только как кульминация сражения, но и как символ птицы Феникс, где прежняя личность главной героини, как человека свободного, была полностью уничтожена, и была выкована новая личность, как матери. — Буджолд Л. [bujold.lib.ru/b_speach.htm Когда сталкиваются мировоззрения...] перевод с англ. Александра Балабченкова. Дата обращения: 28 апреля 2012.
Первоначально «Барраяр» был опубликован в журнале «Analog Science Fiction and Fact» (в четырёх номерах с июля по октябрь 1991). В октябре же 1991 года он вышел отдельной книгой. Роман был благосклонно встречен читателями и критиками. В 1991 году его номинировали на премию «Небьюла», а в 1992 году роман был удостоен нескольких премий, включая «Хьюго» и «Локус».
Роман неоднократно переиздавался на английском языке и был переведён на многие другие языки. На французском он был впервые издан в 1993 году, в 1997 году был издан на венгерском.

## Награды и номинации
- Премия «Небьюла» за лучший роман: 1991 год (номинация)
- Премия «Хьюго» за лучший роман: 1992 год (победитель)
- Премия «Локус» за лучший научно-фантастический роман: 1992 год (победитель)

## Русскоязычные издания
Впервые на русском языке роман был издан в 1996 году издательством АСТ в серии «Координаты чудес» в переводе Татьяны Черезовой. В этом переводе роман переиздавался в 1999, 2002 годах.
Также существует альтернативный перевод, выполненный Екатериной Грошевой и Анной Ходош.
В 2004 году издательство АСТ выпустило роман с откорректированным переводом Т. Черезовой.